# Grasdorf (Neuenhaus)
Grasdorf ist ein Ortsteil der Stadt Neuenhaus im niedersächsischen Landkreis Grafschaft Bentheim.

## Geografie und Verkehrsanbindung
Die ehemalige Gemeinde umfasst den größten Teil des Gebietes der heutigen Stadt Neuenhaus und grenzt im Norden an Esche, im Osten an Osterwald und Bimolten, im Süden an Nordhorn und im Westen an Lage und Neuenhaus. Der Ort Veldhausen wird fast vollständig von Grasdorf umschlossen. Auf Grasdorfer Gebiet liegen zwei Siedlungen: Das ursprüngliche Dorf liegt südöstlich der Kernstadt Neuenhaus an der B 403, die Siedlung Schorffeld liegt südlich von Veldhausen an der Landesstraße 45 und der Kreisstraße 12. Südwestlich liegt der See Tiefes Reitgaar, südöstlich fließt die Vechte. Die Grenze zu den Niederlanden verläuft unweit südlich.

## Geschichte

### Eingemeindungen
Am 1. April 1929 wurden die Gemeinden Bischofspool, Thesingfeld und Veldgaar nach Grasdorf eingemeindet.
Im Rahmen der niedersächsischen Gemeindegebietsreform wurde die Gemeinde Grasdorf am 1. Juli 1970 zusammen mit den Gemeinden Hilten und Veldhausen in die Stadt Neuenhaus eingegliedert.

## Persönlichkeiten
- Arthur Gerick (1888–1967), Landtagsabgeordneter in der Freien Stadt Danzig (SPD Danzig), lebte zeitweise bis zu seinem Tode in Grasdorf